# St. Dionysius (Belm)

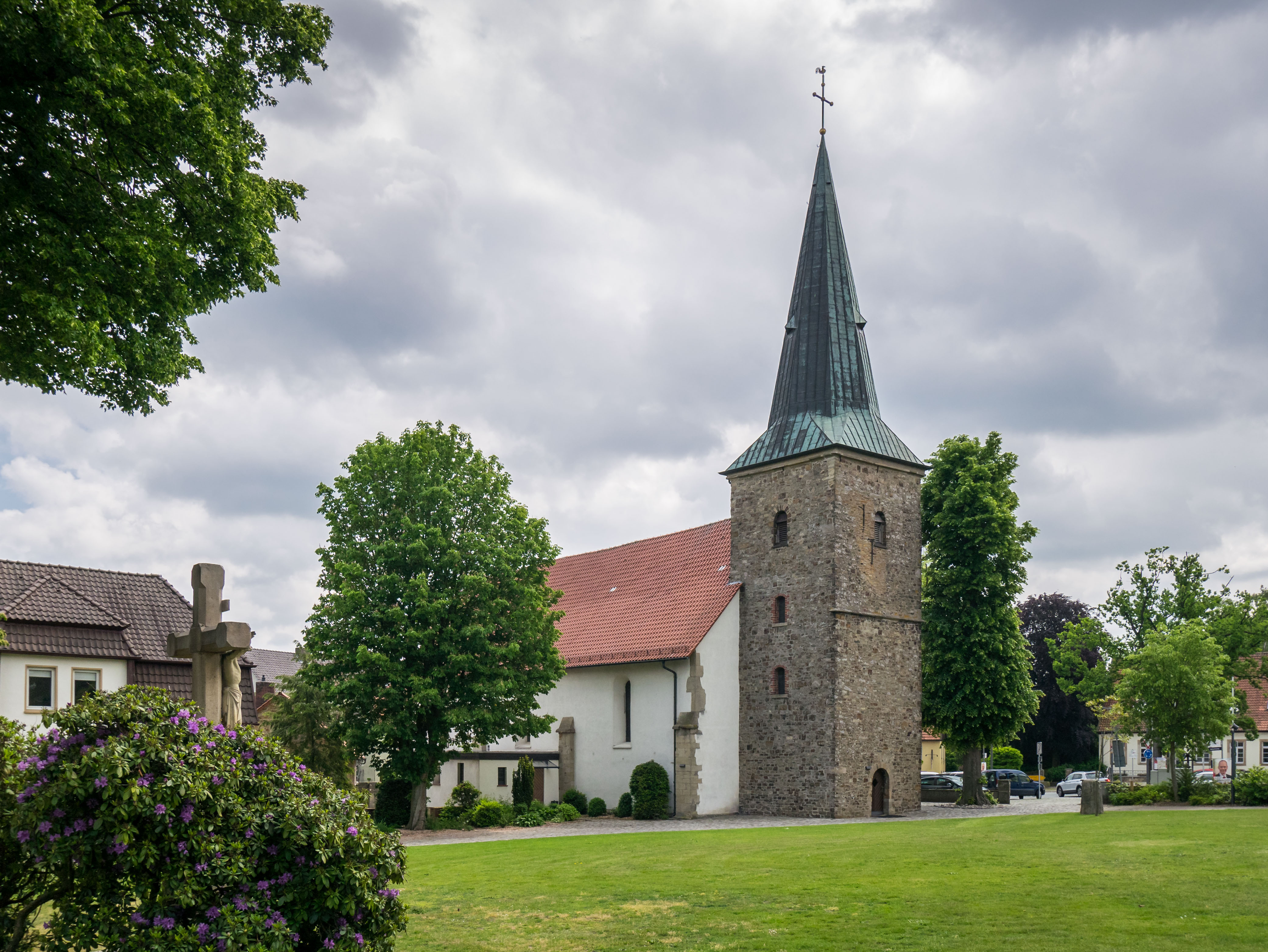
St. Dionysius

St. Dionysius ist eine katholische Pfarrkirche in Belm im Landkreis Osnabrück, Niedersachsen. Die romanische Dorfkirche steht unter Denkmalschutz. 
Das einschiffige Langhaus mit rundbogigen Fenstern wurde im 13. Jahrhundert errichtet. Der westlich angegliederte Turm mit einer Tonnenwölbung stammt aus dem 12. Jahrhundert. Zwischen doppelten Säulen und Kleeblattbogen führt ein abgetrepptes Portal in das Innere. Es folgen zwei Langhausjoche und daran anschließend ein gerade geschlossener Chor. Auf den runden Rippen der Kreuzgewölbe befinden sich Zierscheiben. In den Scheiteln der Gurte und Schildbogen sind plastische Fabeltiere dargestellt.

## Ausstattung
Bemerkenswerteste Ausstattungsstücke sind das Sandsteintaufbecken aus der zweiten Hälfte des 13. Jahrhunderts, die Holzplastiken des Apostels Andreas und des heiligen Bischofs Wiho von 1520 aus der Werkstatt des Meisters von Osnabrück bzw. des Meisters des Belmer Andreas sowie eine Votivtafel mit Passionsszenen.

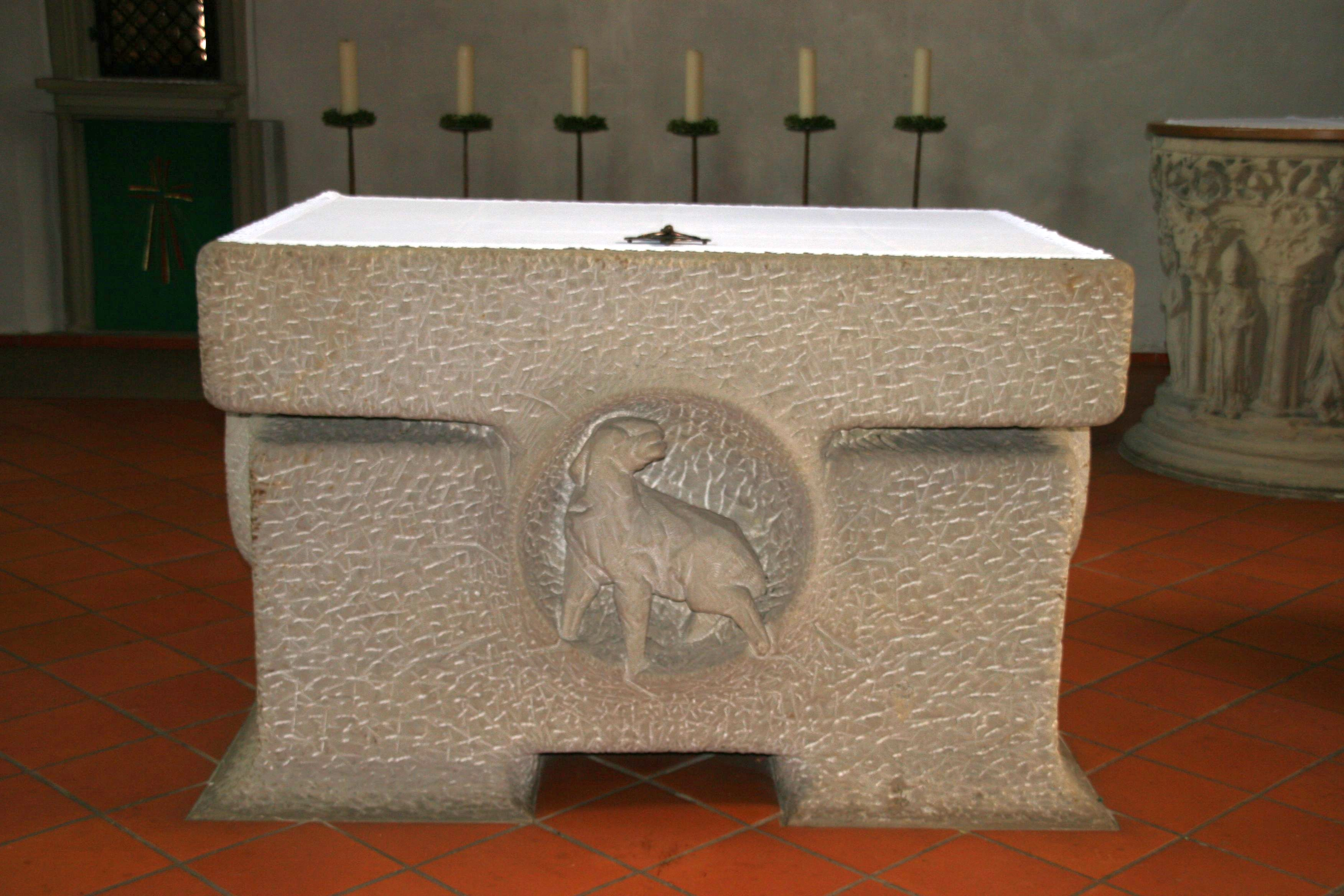
Altar
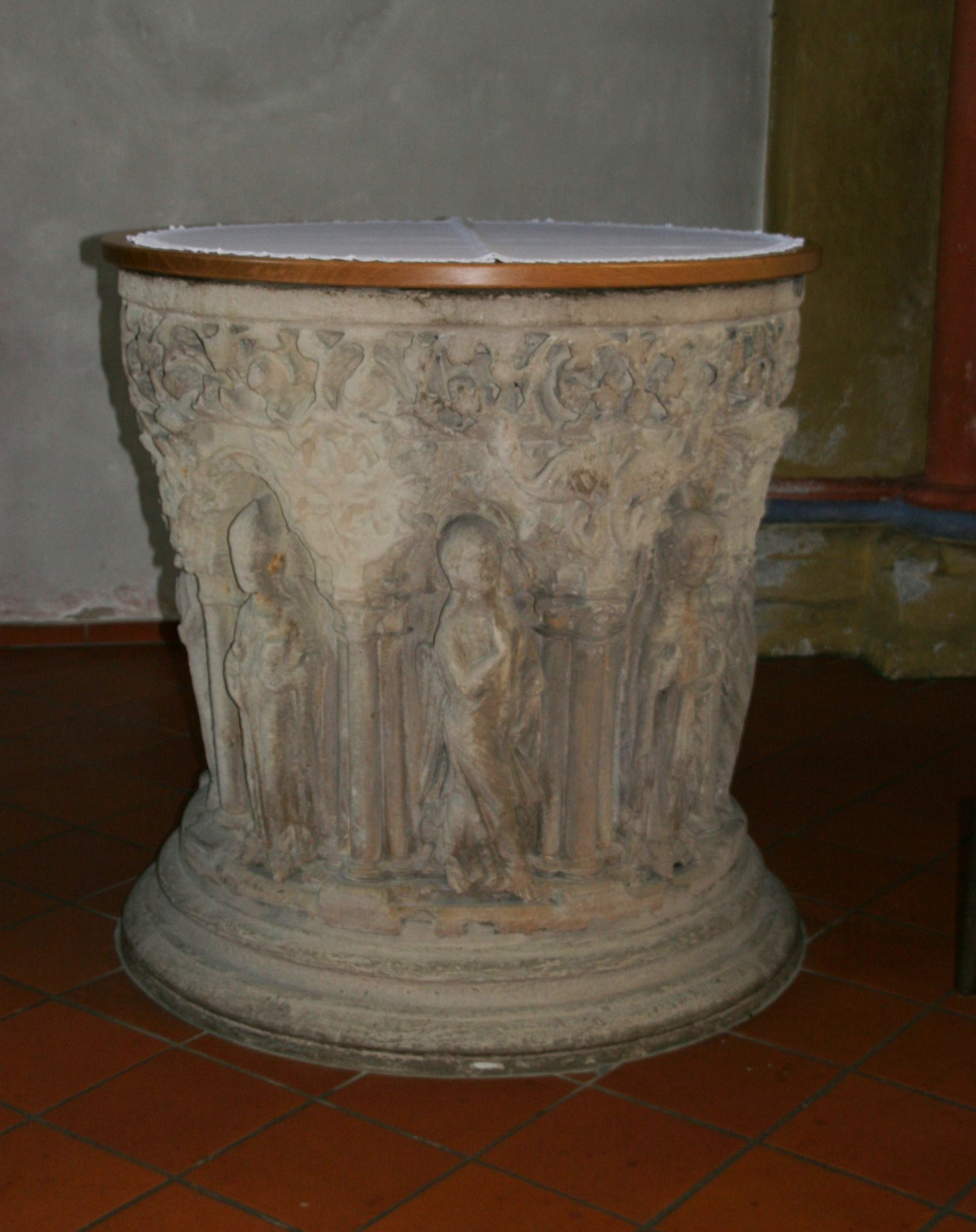
Taufbecken
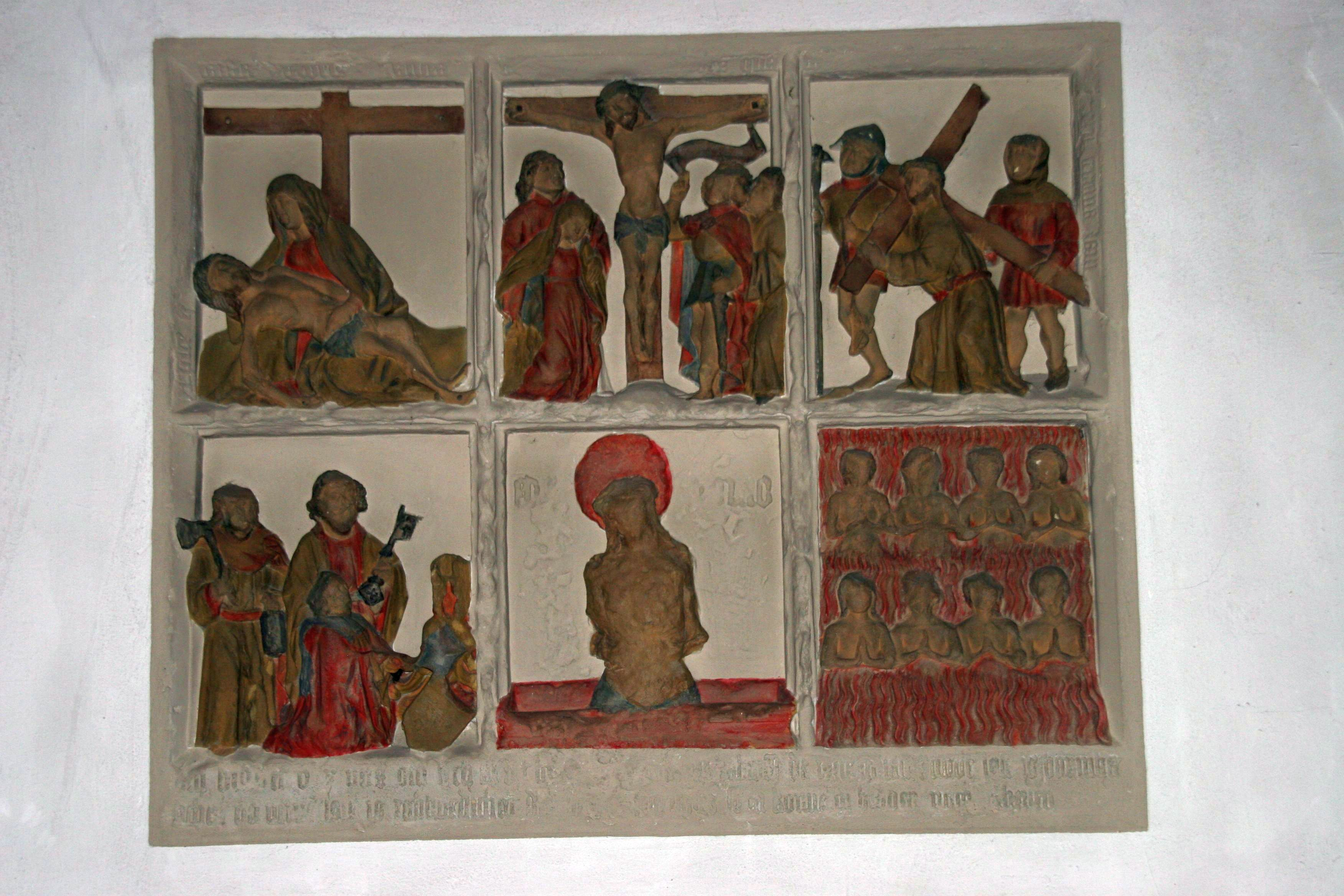
Votivtafel
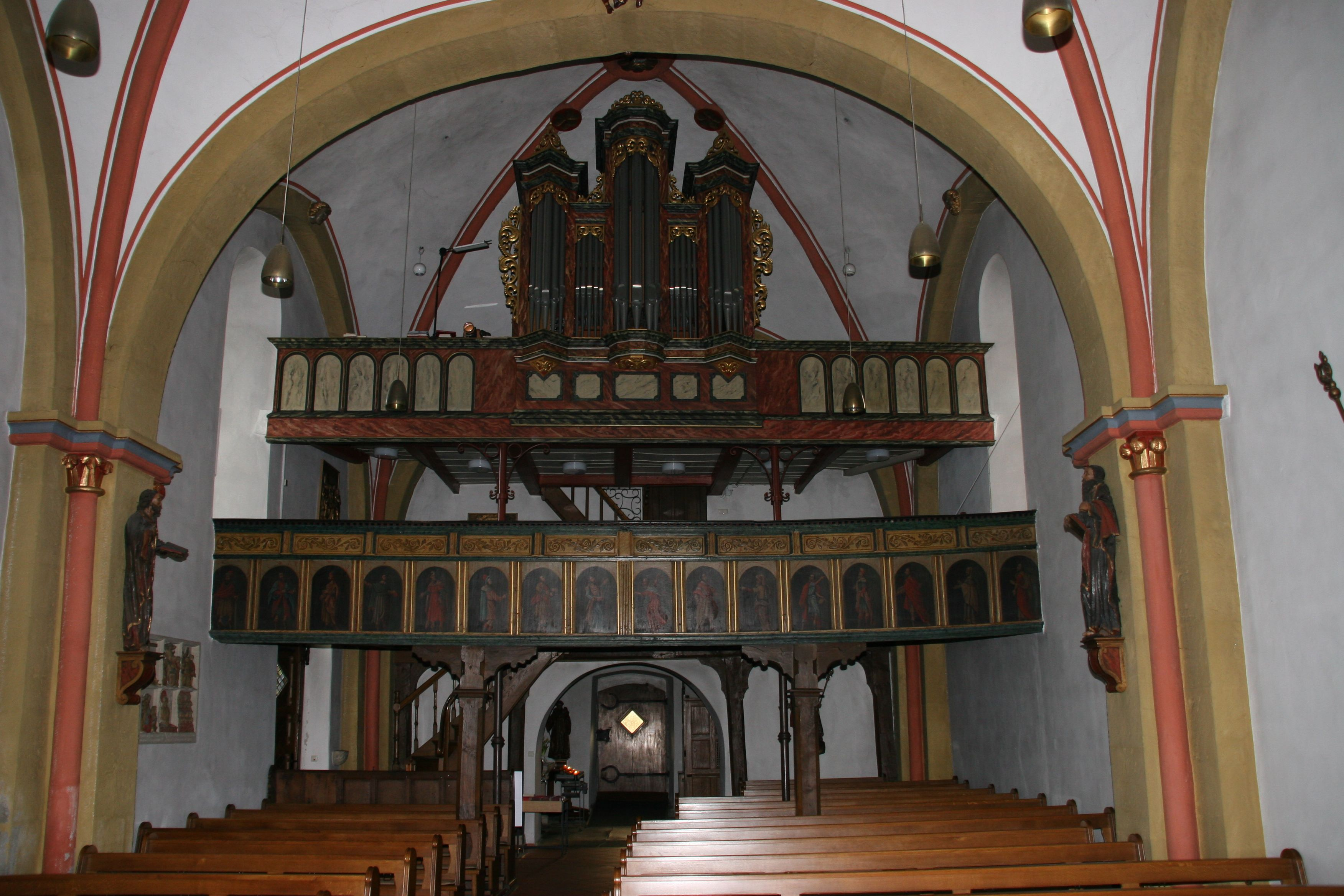
Empore mit Orgel
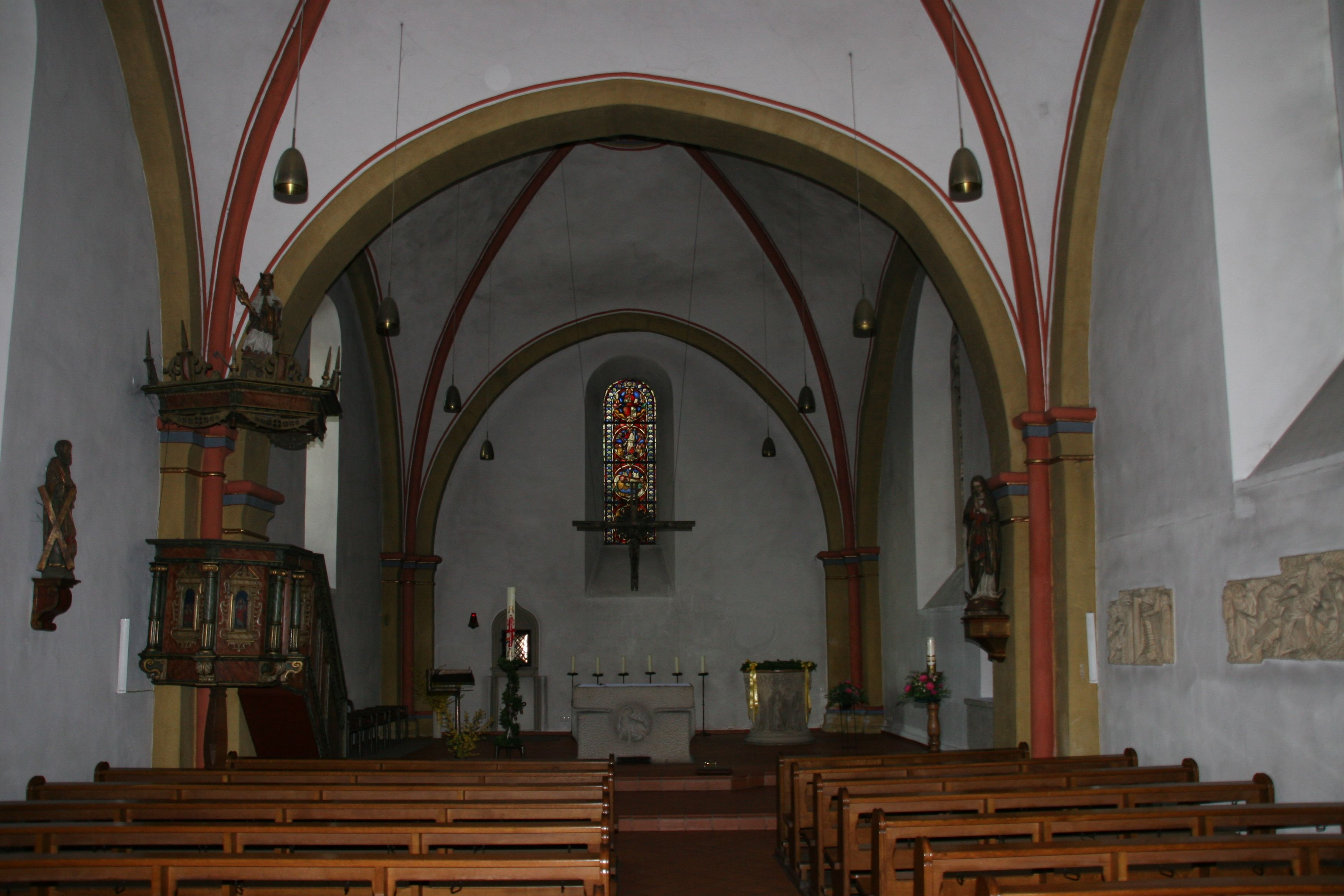
Altarraum mit Skulptur des Heiligen Andreas (vorne links)
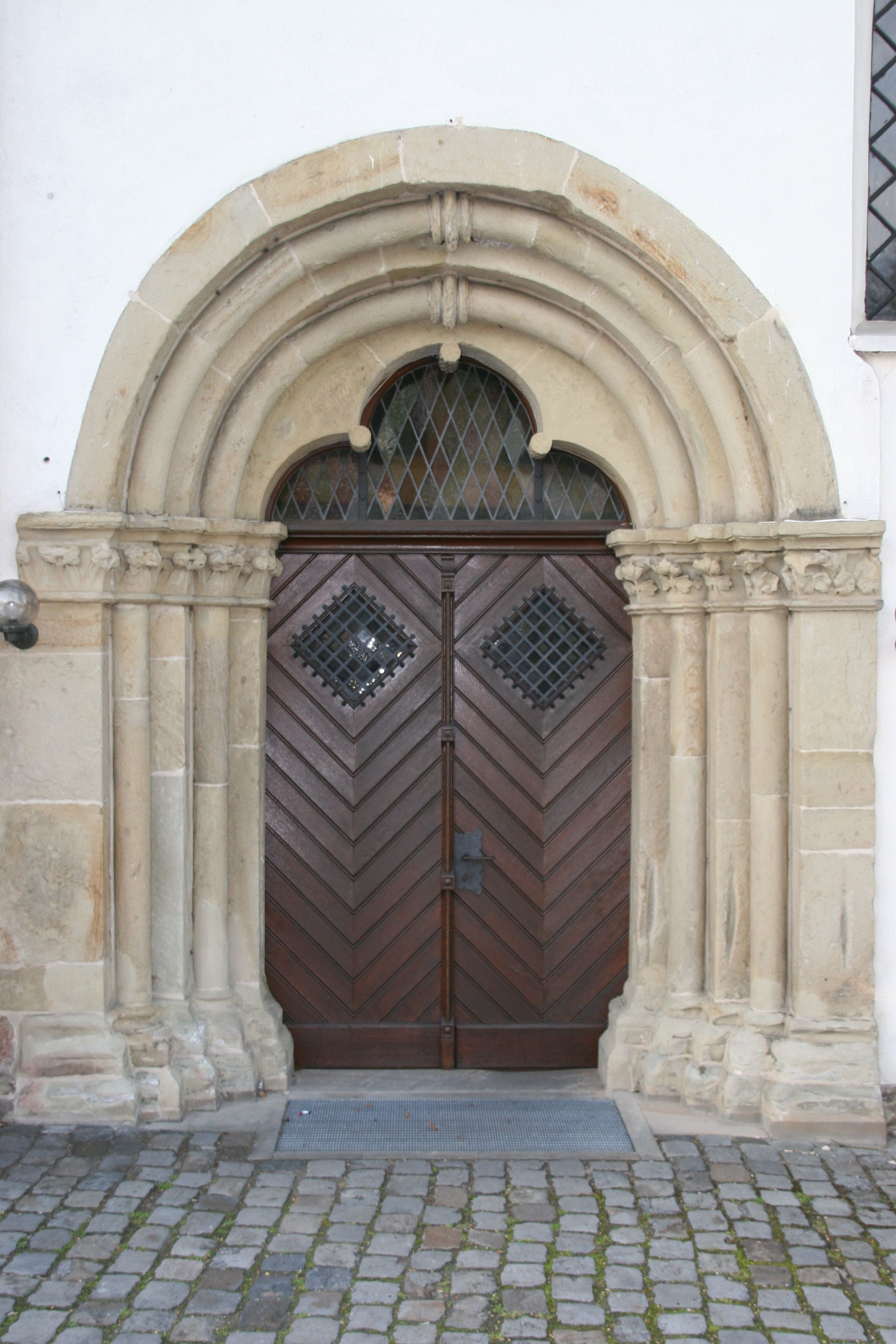
Portal